# Burlesca
La burlesca è una composizione strumentale dall'andamento vivace, scherzoso e ricco di fioriture.

## Storia
Nel Settecento la burlesca è occasionalmente inserita all'interno delle suites, ad esempio da Johann Sebastian Bach nella III partita BWV 827, da François Couperin nel Livre III e nel Livre IV.
Nell'Ottocento la burlesca vede un grande sviluppo nella musica per pianoforte solo.  Tra i principali autori di burlesche nell'Ottocento si possono ricordare Robert Schumann (Burla dagli Albumblätter op. 124), Ignacy Jan Paderewski (op. 14 n. 4), Richard Strauss.

## Teatro
In ambito teatrale, si definì burla o burletta l'opera L'infedeltà delusa di Joseph Haydn. Da ricordare inoltre le scènes burlesques nella Petrushka di Igor' Fëdorovič Stravinskij.